# Amra-Faye Wright
Amra-Faye Wright (sinh ngày 22 tháng 8 năm 1960) là một nữ diễn viên sân khấu người Nam Phi nổi tiếng với vai Velma Kelly trong vở nhạc kịch Chicago, cả trên sân khấu Broadway và trong các chuyến lưu diễn quốc tế. Năm 2010, cô trở thành nữ diễn viên đầu tiên thực hiện vai diễn cả bằng tiếng Anh và tiếng Nhật.

## Nghề nghiệp
Wright đã đóng vai Velma Kelly thường xuyên, lần đầu tiên khi tham gia chuyến lưu diễn quốc gia Vương quốc Anh năm 2001 và sau đó, chuyến lưu diễn châu Âu và sản xuất nhạc kịch mỗi năm kể từ năm 2001 trên toàn thế giới. Cô đã được trao các giải Naledi  và Fleur du Cap  cho các màn trình diễn của cô trong kịch nghệ Nam Phi.
Cô tiếp tục đóng vai trò này xen kẽ giữa West End và Broadway của London.
Wright bắt đầu sự nghiệp chuyên nghiệp của mình với tư cách là một vũ công ở Sun City Nam Phi, xuất hiện trong một số tác phẩm âm nhạc. Năm 1992, cô đóng vai "Sheila" trong Một điệp khúc tại Nhà hát Thành phố Johannesburg. Sau đó, cô đóng vai chính trong các buổi biểu diễn âm nhạc trên khắp thế giới làm việc thông qua các cơ quan ở Paris, Monte Carlo và London.
Năm 1993, cô biểu diễn tại Le Sporting ở Monaco, nhảy trong các chương trình cho Whitney Houston, MC Hammer, Paul Anka và Donna Summer. Năm 1994, cô trở lại Monaco trong hai năm để biểu diễn như một nghệ sĩ biểu diễn trong Cabaret tại sòng bạc Monte Carlo.
Wright trở lại Nam Phi vào năm 1999 để tạo ra vai trò chính ở Elvis Las Vegas, (đạo diễn Andrew Botha) giành giải thưởng Vita  cho phần trình diễn xuất sắc nhất trong Nhà hát âm nhạc. Năm 2000, cô đóng vai Sandy trong Greas ở sân vận động sân khấu ở thành phố Johannesburg, do David Gilmore đạo diễn.
Cô đã tạo ra chương trình đầu tiên trong ba chương trình một người phụ nữ, Rouge Pulp, vào năm 2000 và giành giải thưởng Vita cho Trình diễn âm nhạc hay nhất.  Drinks on Me vào năm 2001 (Giải thưởng Vita cho Trình diễn âm nhạc hay nhất,  do Mark Hawkins đạo diễn) và Đó không phải là nơi tôi bắt đầu, năm 2002.
Wright tiếp tục biểu diễn như một nữ diễn viên sân khấu, ca sĩ cabaret và nghệ sĩ solo tại các sự kiện trên khắp thế giới.